# Himatanthus fallax
Himatanthus fallax är en oleanderväxtart som först beskrevs av Müll. Arg., och fick sitt nu gällande namn av M.M. Plumel. Himatanthus fallax ingår i släktet Himatanthus och familjen oleanderväxter. Inga underarter finns listade i Catalogue of Life.